# Raión de Donetsk
Raión de Donetsk (en ucraniano: Донецький район, en ruso: Донецкий район) es un raión o distrito de Ucrania en el óblast de Donetsk. La capital es la ciudad de Donetsk.

## Demografía
Según estimación 2020 contaba con una población total de 1503400 habitantes.

## Otros datos
El código КАТOТТG es UA14080000000098686.